# Elina González Acha de Correa Morales
Elina González Acha de Correa Morales (Chivilcoy, 20 de enero de 1861–Buenos Aires, 13 de agosto de 1942) fue una educadora, científica y activista por los derechos  de las mujeres argentina. Fue de las primeras egresadas de la Escuela Normal argentina y fue pintora, ganando reconocimiento internacional tanto por sus textos y pinturas. Fue fuerza impulsora detrás de la fundación de la GÆA Sociedad Argentina de Estudios Geográficos y se desempeñó como presidenta de esa organización hasta su muerte. Ella y su marido, el renombrado escultor argentino, Lucio Correa Morales fueron defensores de las reclamaciones de tierra de la nación ona o selknam.

## Biografía
Nació en, 1861 en Chivilcoy, provincia de Buenos Aires, Argentina. Asistió a la Escuela de las Hermanas irlandesas y estudió francés y dibujaba en su casa. Su madre, Cristina Acha, vasca, la matriculó en la Escuela Normal Nacional de Profesores N.º 1 "Presidente Roque Sáenz Peña" en 1875. Elina se graduó en 1879, convirtiéndose en una de las primeras egresadas del sistema escolar normal argentino, y empezó a enseñar. Continuó sus estudios propios en idiomas inglés, francés, alemán, latín, y dibujo. En 1887, trabajó en el Museo Público de Buenos Aires y se presentó para ingresar al Instituto Geográfico argentino en 1888.
En 1890, empezó a enseñar en la Escuela Normal de Belgrano, pero dimitió por un puesto como catedrática de geografía en la Escuela Mariano Acosta. Después de que Ernestina A. López fundara el Liceo Nacional de Señoritas, Elina fue allí, profesora de Geografía y Ciencias Naturales desde 1907.
También en 1890, se casó con Lucio Correa Morales, quien se convirtió en el primer escultor argentino renombrado, y tuvieron siete niños en sucesión rápida. La pareja transformó su hogar en un sitio de encuentro intelectual, teniendo muchos visitantes de entre la élite intelligentsia, así como recibiendo delegaciones de naciones originarias que buscaban su ayuda para hacer conocer y asegurar sus derechos ancestrales. Fueron entre quienes defendían y promovían la educación de las mujeres y en estrategias para defender las reclamaciones de tierra de la nación ona. En 1900, Elina se unió al Consejo Nacional de Mujeres y completó dos pinturas al óleo Cabeza y Amalita.
Continuando su educación, mientras enseñaba, estudió con Eduardo Ladislao Holmberg, recogiendo insectos, aprendiendo taxidermia de pájaros y empezó a publicar libros. Su primera publicación, Geografía elemental: Libro 1 se publicó en 1903 y fue un texto para maestras con alumnado primario. Esto fue seguido por Ensayo de Geografía Argentina: Parte Física en 1904 y dos libros de cuentos, Isondú y Isopós. Fue elegida miembro del comité ejecutivo de la Asociación Biblioteca de Mujeres organizado por mujeres para mejorar la lectura. Su texto Isondú recibió una medalla de plata en la Luisiana Purchase Exposition en San Luis, Misuri en 1904. Por varios años, Elina continuó enseñando y participando en conferencias internacionales, presentando ponencias sobre temas geográficos. También participó junto con sus amigas Elisa Bachofen, la primera mujer argentina ingeniera civil; Julianne Dilenius, primera doctorada en  Antropología en el país; Cecilia Grierson, primera médica argentina ; y Berta Wernicke, primera profesora de educación física, y promotora de la participación de las mujeres en las Olimpiadas, en promover el sufragio femenino y su igualdad política. Se retiró de la enseñanza en 1910.

## Carrera más tardía
Ese mismo año, Elina presentó un trabajo en el XVII Congreso Internacional de América compartido entre Buenos Aires y México. El tema de su presentación fue la caza indígena y su evolución en la manera de vincularse con el entorno. Unos cuantos meses más tarde, participó en la Primera Conferencia Científica Internacional de América realizada conjuntamente con las celebraciones del centenario argentino. Como parte de un suplemento especial al diario La Nación, Elina publicó Historia de los Conocimientos Geográficos, el cual dio un registro de la topografía y las fronteras del país. De los 300 artículos presentados al suplemento, solo dos eran de autoras mujeres, González y Ernestina A. López. En 1913, su carrera artística estuvo aumentada cuando el Museo Nacional de Bellas Artes adquirió uno de sus pinturas al óleo, Cabeza. Dos años más tarde, la pintura recibió una medalla de plata (una escultura de su marido ganó la de bronce) en el Panamá–Pacific Internacional Exposition en San Francisco, California.
En 1922, participó con fuerza de conducción en la creación de la Sociedad Geográfica de Argentina (GÆA), ejerciendo de presidenta hasta su muerte. Fue la primera corresponsal mujer miembro de la Sociedad de Geografía de Berlín en 1924 y ese mismo año fue nombrada por el Gobierno para representar a Argentina en el Congreso Internacional de Geografía y Etnología que se llevó a cabo al año siguiente en El Cairo, Egipto. Dos años más tarde se unieron con la Academia Nacional mexicana de Historia y Geografía. En 1927, fue socia en la Sociedad de americanistas de París (en francés: La Société des Américanistes de Paris) y en 1932 estuvo invitada para unirse a la Sociedad estadounidense de Mujeres Geógrafas.
En 1935, publicó, con su hija, Cristina, Amalita: libro de lectura para cuarto grado, de primera. El libro de Rosario Vera Peñaloza describía los paisajes del país, historia folclórica, y fenómenos naturales como viento y eclipses. Elina conoció a Rosario Vera Peñaloza; y el consejo de administración de GÆA en 1937 diseñó y construyó cartas en relieve del país que muestra todas las provincias. En 1939, su texto fue premiado en Estados Unidos. Elina se esforzó durante toda su carrera en poner de relieve la importancia de preservar la historia geográfica, la nomenclatura y las costumbres de la Argentina y abogó por su normalización y catalogación. En 1941, presentó una propuesta de un proyecto de ley a través de la legislatura para proteger la toponimia nacional.
Elina murió el 13 de agosto de 1942 en Buenos Aires. Dos años más tarde cuando GÆA estableció su sede nueva, un retrato de González, pintado por su hija Lía Correa Morales de Yrurtia se entronizó en su memoria. En 1962, en el 40.º aniversario de la fundación de GÆA, un monumento se puso en el Cementerio de la Recoleta en su honor. En 1972, un premio lleva su nombre, para honrar al mejor graduado en geografía fue establecido por el Ministerio de Cultura y en 1991 una silla lleva su nombre establecido por la Academia Nacional de Geografía. Ella y Ana Palese de Torres son las únicas dos mujeres argentinas así honradas, en las cuarenta sillas de la Academia.

## Algunas publicaciones
- de Correa Morales, Elina G. A.; Carbone, M E (1903). Geografía elemental: Libro 1. Buenos Aires, Argentina: Cabaut Ed. OCLC 835357570.

- de Correa Morales, Elina G. A. (1904). Ensayo de Geografía Argentina: Parte Física. Buenos Aires, Argentina.Buenos Aires, Argentina.

- Isondú: lecturas variadas para las escuelas comunes (en cnstellano). Buenos Aires, Argentina: Cabaut. 1906.Buenos Aires, Argentina: Cabaut.[23]

- Isipós. Buenos Aires, Argentina: Cabaut. 1911.Buenos Aires, Argentina: Cabaut.[23]

- Ensayo de geografía argentina, parte física. Buenos Aires, Argentina: Cabaut y cía. 1910. OCLC 21614558.

- Isipós tradiciones y cuentos para niños. Buenos Aires, Argentina: Cabaut y cía. 1911. OCLC 610579771.

- Facultades que han contribuído á desarrollar el ejercicio de la caza entre los primitivos. Buenos Aires, Argentina: Impr. de Coni Hermanos. 1912. OCLC 252817206.

- Amalita: libro de lectura para cuarto grado. Buenos Aires, Argentina: Talleres J. Peuser. 1935.[23]